# Bernadette Rauter
Bernadette „Berni“ Rauter (* 8. August 1949 in Breitenwang) ist eine ehemalige österreichische Skirennläuferin. Sie gewann in ihrer Karriere drei Weltcuprennen und nahm zweimal an Olympischen Winterspielen teil.

## Biografie
Rauter begann schon früh mit dem Skisport. Nach Erfolgen in Schüler- und Jugendrennen wurde sie 1965 in den Kader des Österreichischen Skiverbandes aufgenommen. Im Winter 1966/67 gewann sie fünf FIS-Rennen und kam auch im damals neuen Skiweltcup bereits in zwei Slaloms unter die besten zehn. Im folgenden Jahr nahm Rauter an den Olympischen Winterspielen 1968 in Grenoble teil und belegte als beste Österreicherin im Slalom den achten Platz. Einen Monat später erreichte sie mit Rang vier in der letzten Saisonabfahrt in Aspen ihre beste Weltcupplatzierung in dieser Disziplin.
Gegen Ende der Saison 1968/69 gelang Rauter der Durchbruch an die Weltspitze. Im Slalom von Squaw Valley gewann sie am 28. Februar ihr erstes Weltcuprennen, tags darauf wurde sie Dritte im Riesenslalom. Einen weiteren Sieg feierte sie im Riesenslalom von Waterville Valley am 20. März. Damit erreichte sie den fünften Platz im Riesenslalomweltcup, Rang sechs in der Slalomwertung und Rang zehn im Gesamtweltcup. Im nächsten Winter gewann Rauter den Slalom von Oberstaufen und belegte jeweils den dritten Platz in den Slaloms von Lienz und Maribor, womit sie punktegleich mit der Kanadierin Betsy Clifford und der Französin Britt Lafforgue Vierte im Slalomweltcup wurde. Bei den Weltmeisterschaften 1970 in Gröden erreichte sie jedoch keine Spitzenplätze und wurde nur Neunte im Slalom sowie 15. im Riesenslalom.
In der Saison 1970/71 war Rauters bestes Resultat der zweite Platz im Slalom von Maribor. Mit zahlreichen weiteren Platzierungen unter den besten zehn kam sie zu Saisonende auf den achten Platz im Slalomweltcup und auf Rang elf im Riesenslalomklassement. Im folgenden Winter erreichte sie in diesen Disziplinen jedoch kein einziges Top-Ten-Ergebnis, allerdings kam sie in der Abfahrt viermal unter die besten zehn, wodurch sie sich in dieser Disziplin für die Olympischen Winterspiele 1972 in Sapporo qualifizierte und dort den neunten Platz belegte. Während der Saison 1972/73 blieb Rauter erneut ohne Spitzenergebnis und holte nur in zwei Abfahrten Weltcuppunkte. Am Ende des Winters gab sie ihren Rücktritt vom Skirennsport bekannt.

## Erfolge

### Olympische Winterspiele
- Grenoble 1968: 8. Slalom
- Sapporo 1972: 9. Abfahrt

### Weltmeisterschaften
- Grenoble 1968 : 8. Slalom
- Gröden 1970: 9. Slalom, 15. Riesenslalom
- Sapporo 1972 : 9. Abfahrt

### Weltcup
- Saison 1968/69: 10. Gesamtweltcup, 5. Riesenslalom, 6. Slalom
- Saison 1969/70: 4. Slalom
- Saison 1970/71: 8. Slalom

Rauter gewann drei Weltcuprennen:
| Datum            | Ort               | Land        | Disziplin    |
| ---------------- | ----------------- | ----------- | ------------ |
| 28. Februar 1969 | Squaw Valley      | USA         | Slalom       |
| 20. März 1969    | Waterville Valley | USA         | Riesenslalom |
| 3. Jänner 1970   | Oberstaufen       | Deutschland | Slalom       |

Hinzu kommen weitere vier Podestplätze und weitere 27 Platzierungen unter den besten zehn.